# Belcastel-et-Buc
Belcastel-et-Buc é uma comuna francesa na região administrativa de Occitânia, no departamento de Aude. Estende-se por uma área de 14,15 km². Em 2010 a comuna tinha 62 habitantes (densidade: 4,4 hab./km²).